# 13482 Igorfedorov
13482 Igorfedorov è un asteroide della fascia principale. Scoperto nel 1979, presenta un'orbita caratterizzata da un semiasse maggiore pari a 3,0816361 UA e da un'eccentricità di 0,2378281, inclinata di 7,56644° rispetto all'eclittica.